# 中央军委办公厅北戴河办事处
中央军委办公厅北戴河办事处，位于河北省秦皇岛市北戴河区金山嘴，是中央军事委员会办公厅下属办事处。

## 沿革
中央军委办公厅北戴河办事处是中央军委首长暑期办公和休息以及中央军委办公厅机关干部暑期休息的地方。每年暑期都是该办事处最忙碌的时候。例如1993年和1994年夏季，吕恒礼两次到北戴河办事处负责总体协调工作。暑期工作的单位、人员、会议、事情都很多。当时，中共中央、国务院、全国人大、全国政协等单位的领导、军委总部的领导很多都来到北戴河办公和休息，中央军委办公厅北戴河办事处需对外联系、办理的事情非常多。吕恒礼每天凌晨起床，一直要忙到深夜。
2008年，中央军委办公厅北戴河办事处被全国绿化委员会表彰为“全国绿化模范单位”。
2016年，在深化国防和军队改革中，中央军委办公厅北戴河办事处继续保留，办事处主任仍为吕占新。

## 历任主任
……
- 吕占新（？—）[3][4]